# Голямобуковски манастир
Голямобуковски манастир „Света Богородица Живоприемний източник“ е действащ манастир на Българската православна църква, част от Сливенската епархия.

## Местоположение
Намира се на около 4 км от с. Голямо Буково, в планината Странджа.

## История
Основан е през 12 век. Името на манастира е „Света Петка“. Състои се от трикорабна псевдобазилика и жилищна сграда.
Манастирът е бил разрушен и е възстановен през 1873 г. В олтара на храма се намира аязмото „Живоприемний източник“. Обявен е за паметник на културата
Към лятото на 2005 манастирът е постоянно действащ. Строят се нови сгради. Църквата е изографисана, както и малката жилищна сграда.
Старите жилищни сгради на манастира, които до края на 80-те години на 20 век са били пионерски лагер, а после са били арендувани от животновъди са полуразрушени.
Съществува хипотеза, че на мястото на манастира през 14 век се е намирал известният Парорийски манастир „Свети Григорий Синаит“ – люлка на исихасткото движение. В него са се подвизавали светците Теодосий Търновски и Ромил Видински.